# Stephanie Lose

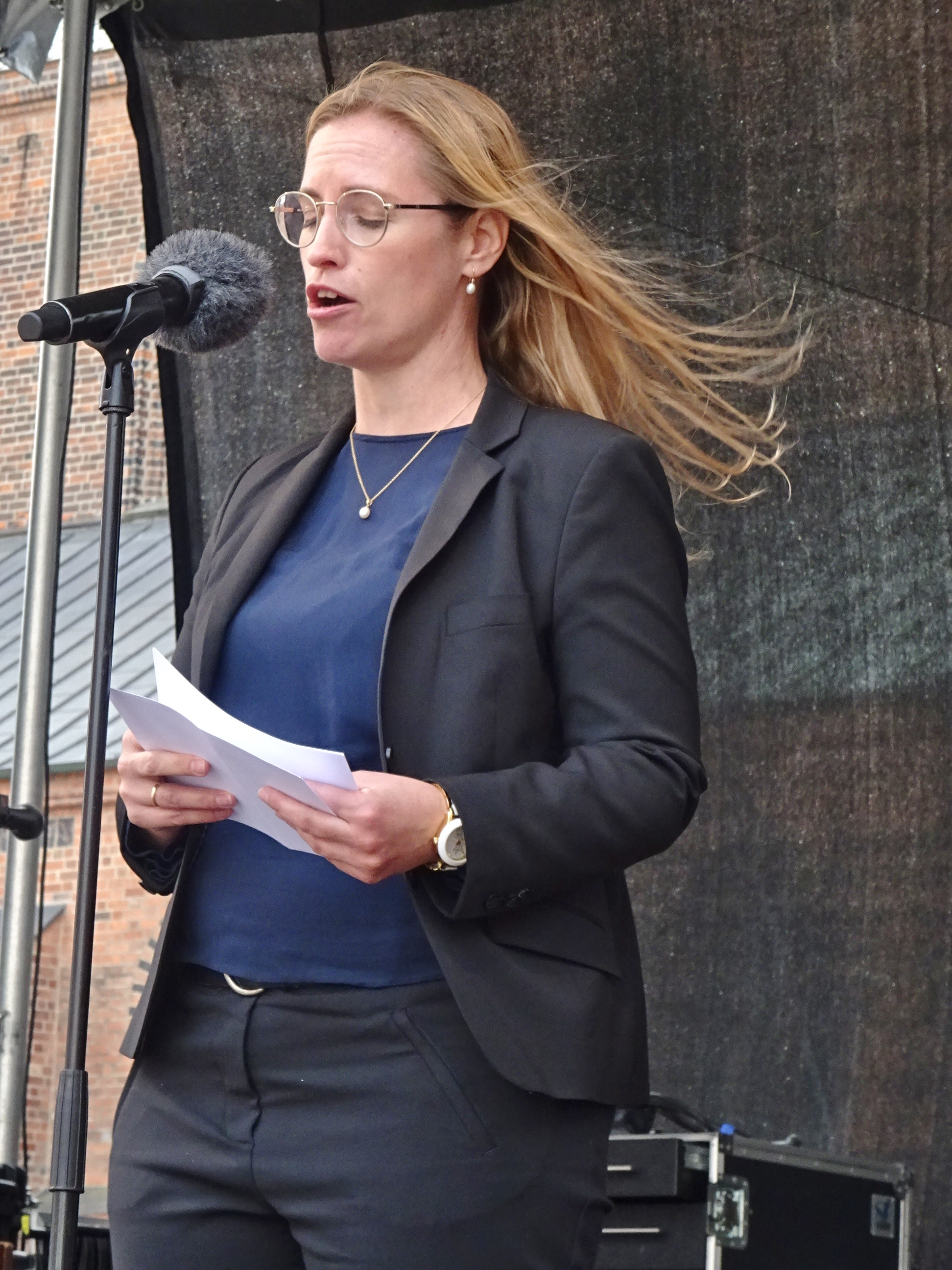
Stephanie Lose

Stephanie Lose (* 14. Dezember 1982 in Løgumkloster als Stephanie Kristensen) ist eine dänische Politikerin der Partei Venstre. 
Von 2015 bis 2023 war sie Regionsvorsteherin der Region Syddanmark. Sie übernahm den Posten von ihrem Parteikollegen Carl Holst, der bei der Wahl am 18. Juni 2015 in das dänische Parlament Folketinget gewählt worden war. Bei der Kommunal- und Regionswahl 2021 erhielt sie 147.485 persönliche Stimmen und stellte damit einen Rekord auf. Von 2018 bis 2022 war sie Vorsitzende von Danske Regioner.
Seit Januar 2021 ist sie stellvertretende Parteivorsitzende von Venstre.
Seit 2023 ist sie Wirtschaftsministerin von Dänemark.

## Privates
Stephanie Lose ist mit dem Kommunalpolitiker Jakob Lose verheiratet und hat zwei Töchter. Die Familie wohnt gemeinsam in Esbjerg.